# Grissenbach (Sieg)
Der Grissenbach ist ein ca. 2,7 Kilometer langer nördlicher und orographisch rechtsseitiger Zufluss der Sieg in der Gemarkung Grissenbach im nordrhein-westfälischen Kreis Siegen-Wittgenstein.

## Name
Der Name ist ein Kompositum mit dem Grundwort -bach sowie einem altsächsischen Personennamen wie *Griso (oder ähnlich).

## Geographie

### Verlauf
Der Grissenbach entspringt im Südwesten des Rothaargebirges auf einer Höhe von 467 m ü. NHN dem Scherenschleifersborn. Von dort wendet er seinen Weg vorbei an mehreren Weiden abwärts, bis von links kommend auf eine Höhe von 400 m linksseitig ein erster kleiner Zufluss einmündet, der knapp unterhalb des Nenkersdorfer Sportplatzes entspringt. Nach weiteren etwa 50 Metern folgt rechtsseitig ein weiterer Zufluss, der sich aus drei Quellen speist, die im Flurstück Brämchen entspringen. Ein Stück weiter mündet der von links kommende ca. 380 Meter lange Hirschbach ein.

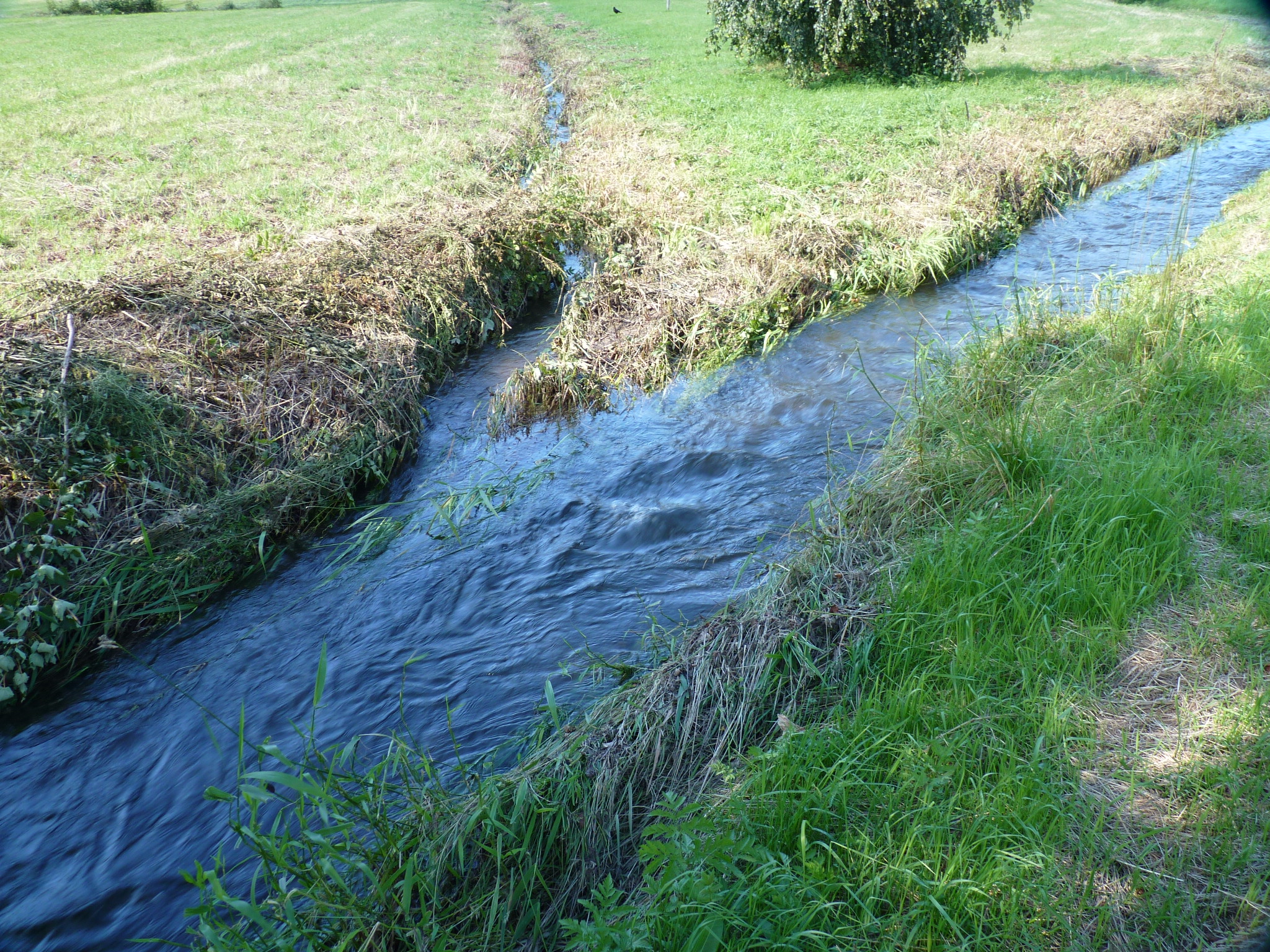
Mündung des Grissenbachs in die von rechts kommende Sieg

Nachdem der Grissenbach drei Teiche gespeist hat, mündet von rechts kommend sein wasserreichster Zufluss ein, das Kälberseifen. Durch diesen Bach wird die Wassermenge des Grissenbachs fast verdoppelt. Nachdem er nochmals drei Teiche gespeist hat, mündet rechtsseitig erneut ein kleiner Bach ein, welcher im Sommer zeitweise ausgetrocknet ist. Als letzter Zufluss folgt rechtsseitig der Buderbach, der mit nur ca. 330 Metern kürzeste Zufluss des Grissenbach. Nun fließt der Grissenbach vorbei am Backes West in den gleichnamigen Ort herein und mündet nach kurzer Zeit auf einer Höhe von 333 m ü. NHN Metern in einem offenen Wiesental in die hier aus Richtung Osten kommende Sieg.

### Einzugsgebiet
Das Einzugsgebiet des Grissenbachs ist 2,204 km² groß und liegt in der Untereinheit Siegerländer Rothaar-Vorhöhen (331.2), die zu der Haupteinheit Siegerland (331) in der naturräumlichen Haupteinheitengruppe Süderbergland (Nr. 33) gehört. 
Der Grissenbach entwässert das Gebiet zwischen den Bergrücken Sterndill (470,1 m ü. NHN) und Auf den Plätzen über die Sieg und dem Rhein zur Nordsee. 
Der höchste Punkt im Einzugsgebiet ist der Berg Auf den Plätzen mit einer Höhe von  509,4 m ü. NHN.

### Zuflüsse
Zu seinen Zuflüssen gehören bachabwärts gesehen:
| Name         | Seite  | Länge (km) | Quell-          | Mündungs-       |
| Name         | Seite  | Länge (km) | höhe (m ü. NHN) | höhe (m ü. NHN) |
| ------------ | ------ | ---------- | --------------- | --------------- |
| namenlos?    | links  | 0,37       | 455             | 400             |
| namenlos?    | rechts | 0,34       | 433             | 398             |
| Hirschbach   | links  | 0,38       | 450             | 385             |
| Kalberseifen | rechts | 0,55       | 450             | 372             |
| namenlos?    | rechts | 0,45       | 421             | 360             |
| Buderbach    | rechts | 0,33       | 384             | 355             |

Hinweis: Zudem nimmt er noch drei weitere Rinnsale auf, die aber nur wenige Meter lang sind und nur periodisch Wasser führen.